# Placówka Straży Celnej „Wojsk”

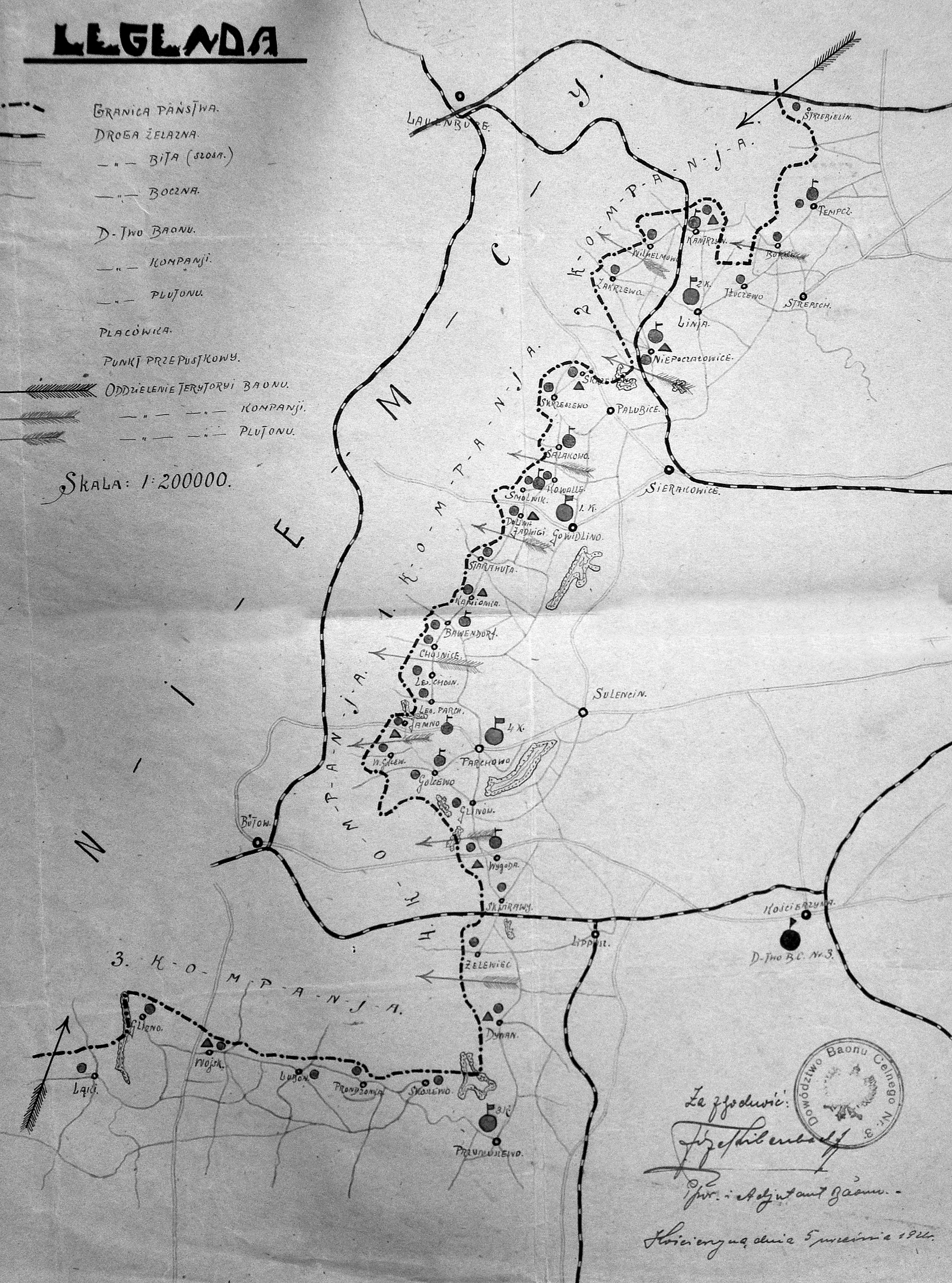
Rozmieszczenie pododdziałów
3 batalionu celnego w 1921 roku.

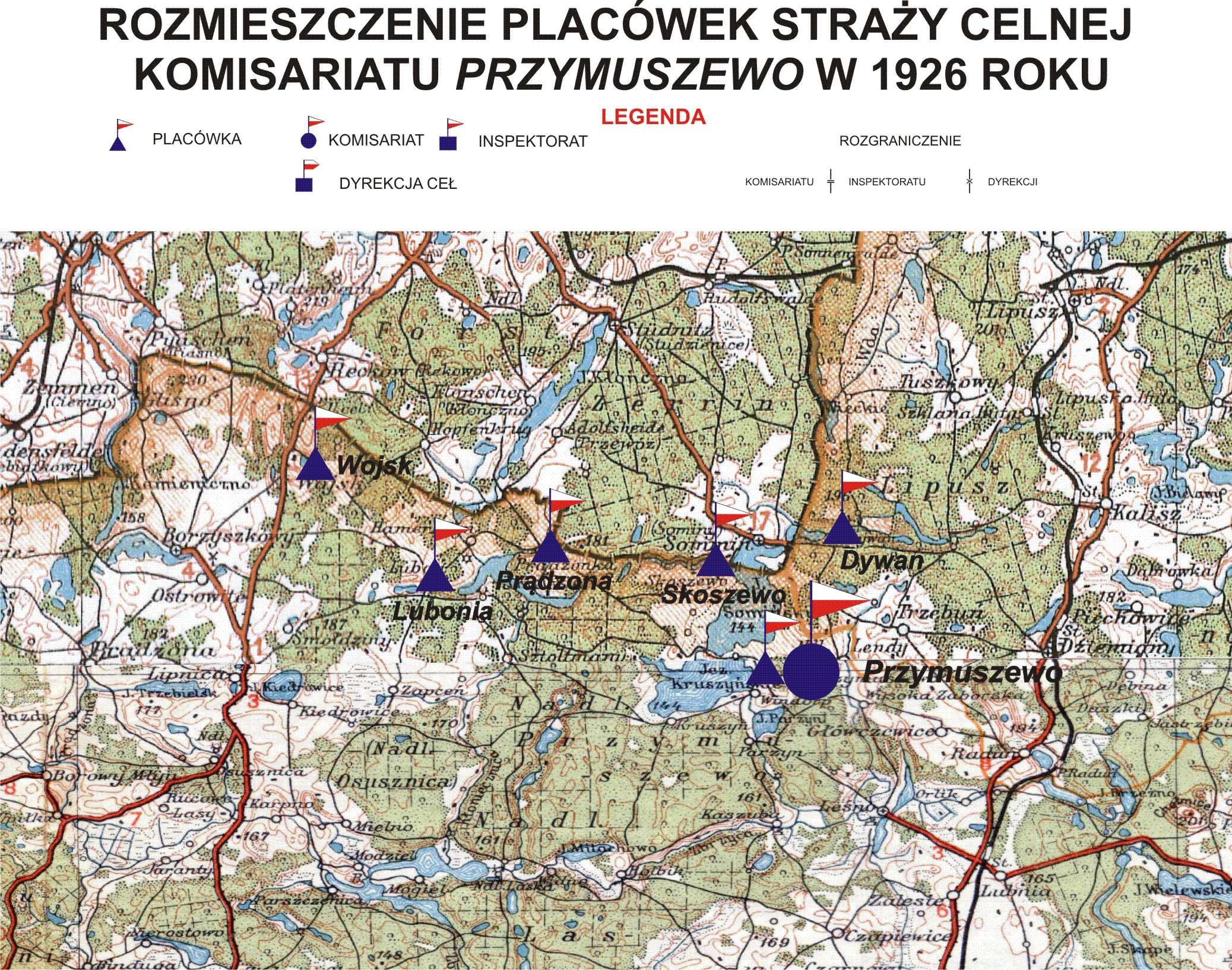
Rozmieszczenie placówek Straży Celnej Komisariatu Przymuszewo

Placówka Straży Celnej „Wojsk” – jednostka organizacyjna Straży Celnej pełniąca w okresie międzywojennym służbę ochronną na granicy polsko-niemieckiej.

## Formowanie i zmiany organizacyjne
Na wniosek Ministerstwa Skarbu, uchwałą z 10 marca 1920 roku, powołano do życia Straż Celną. Jednostki Straży Celnej rozpoczęły przejmowanie odcinków granicy od pododdziałów Batalionów Celnych. W 1921 roku w Przymuszewie stacjonował sztab 3 kompanii 3 batalionu celnego. 3 kompania celna wystawiła między innymi placówkę w Wojsku. W 1922 roku w Przymuszewie stacjonował sztab 4 kompanii 17 batalionu celnego. 4 kompania celna wystawiła między innymi placówkę w Wojsku. Proces tworzenia Straży Celnej trwał do końca 1922 roku. Placówka Straży Celnej „Wojsk” weszła w podporządkowanie komisariatu Straży Celnej „Przymuszewo” z Inspektoratu SC „Kościerzyna”.
W drugiej połowie 1927 roku przystąpiono do gruntownej reorganizacji Straży Celnej. W praktyce skutkowało to rozwiązaniem tej formacji granicznej. Ochronę północnej, zachodniej i południowej granicy państwa przejęła powołana z dniem 2 kwietnia 1928 roku Straż Graniczna.
Rozkazem nr 2 z 19 kwietnia 1928 roku w sprawie organizacji Pomorskiego Inspektoratu Okręgowego dowódca Straży Granicznej gen. bryg. Stefan Pasławski określił strukturę organizacyjną komisariatu SG „Prądzona”. Placówka Straży Granicznej I linii „Wojsk” znalazła się w jego strukturze.

## Funkcjonariusze placówki
Kierownicy placówki
| stopień    | imię i nazwisko, numer  | okres pełnienia służby | kolejne stanowisko |
| ---------- | ----------------------- | ---------------------- | ------------------ |
| przodownik | Szczepan Kryszak (1873) | był w 1926             |                    |

Obsada personalna placówki w 1926:
- przodownik Szczepan Kryszak (1873)
- starszy strażnik Edward Przybylski (3036)
- strażnik Józef Paszak (2050)
- strażnik Kazimierz Skibiński (2077)
- strażnik Aleksander Jackowiak (2925)
- strażnik Adam Ofiara (3020)
- strażnik Stanisław Konwiński (2964)
- strażnik Michał Kmieciak (3262)
- strażnik Antoni Mikołajczak (3191)